# بوليسلاف كون
بوليسلاف كون (بالبولندية: Bolesław Kon)‏ هو عازف بيانو وملحن بولندي، ولد في 9 ديسمبر 1906 في وارسو في بولندا، وتوفي بنفس المكان في 10 يونيو 1936.